# Fjällhoppspindel
Fjällhoppspindel (Sitticus ranieri) är en spindelart som först beskrevs av George William Peckham och Elizabeth Maria Gifford Peckham 1909.  Fjällhoppspindel ingår i släktet Sitticus och familjen hoppspindlar. Arten är reproducerande i Sverige. Inga underarter finns listade i Catalogue of Life.